# Bruar

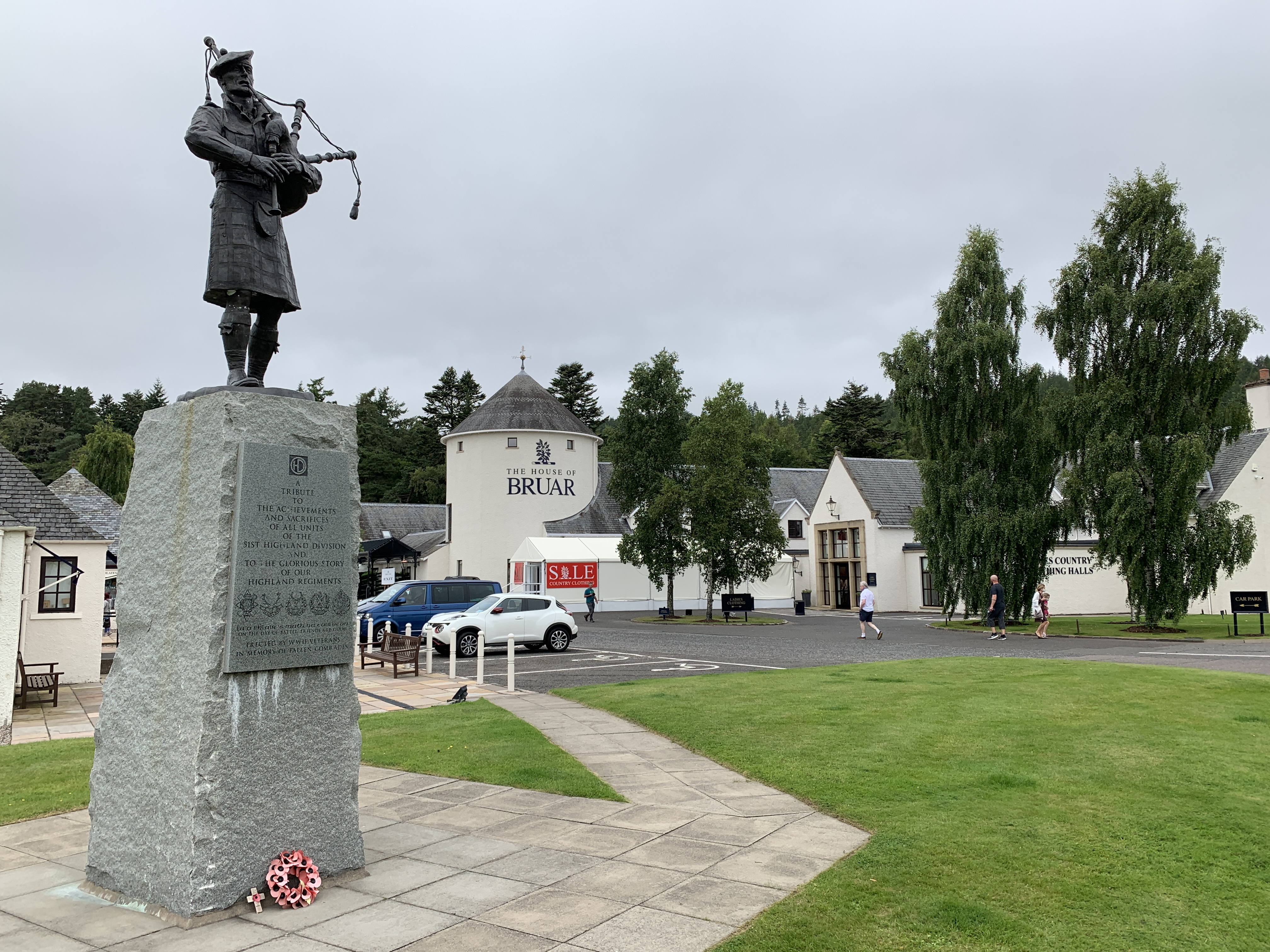
Museum House of Bruar und Denkmal

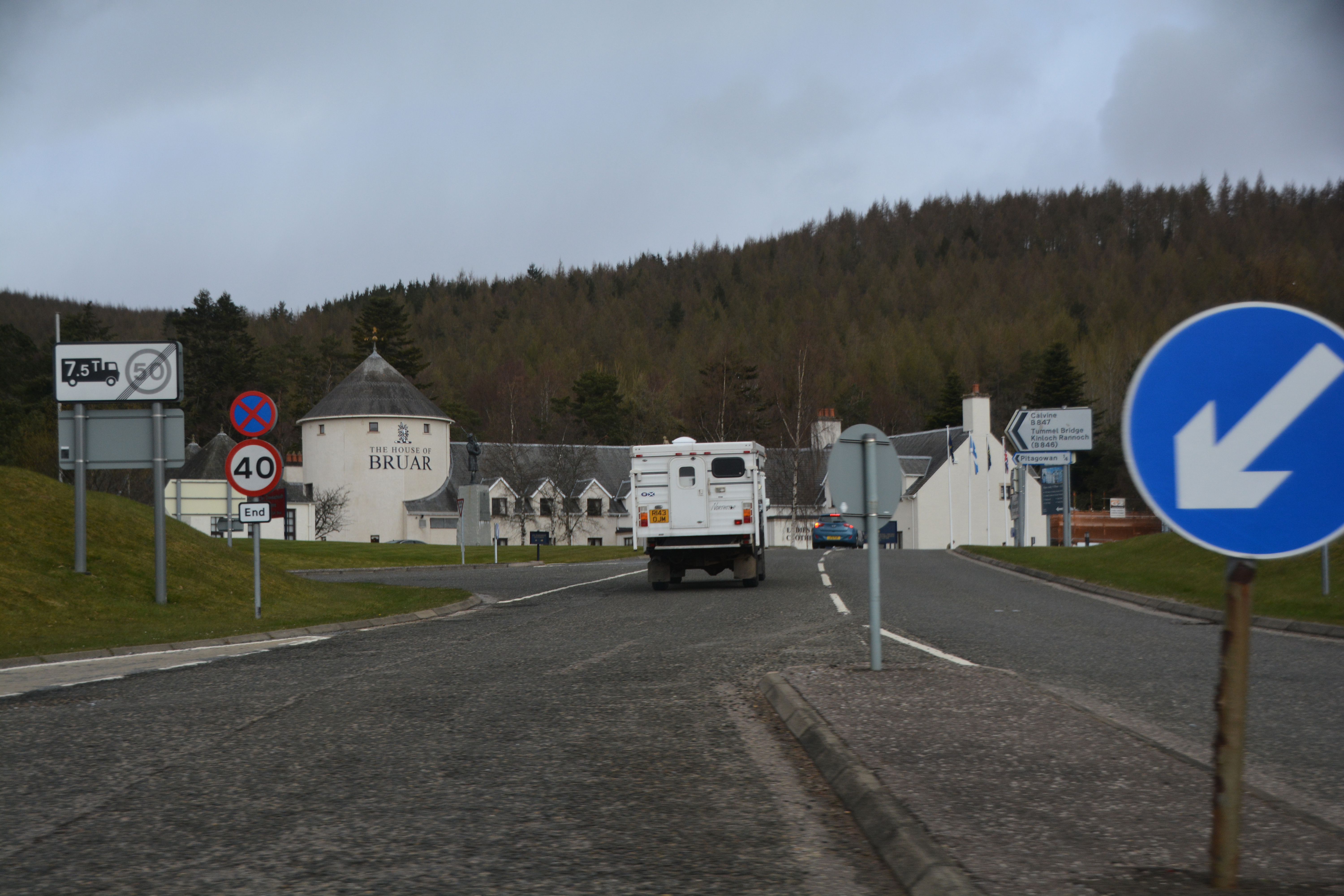
Abfahrt von der A 9 nach Bruar

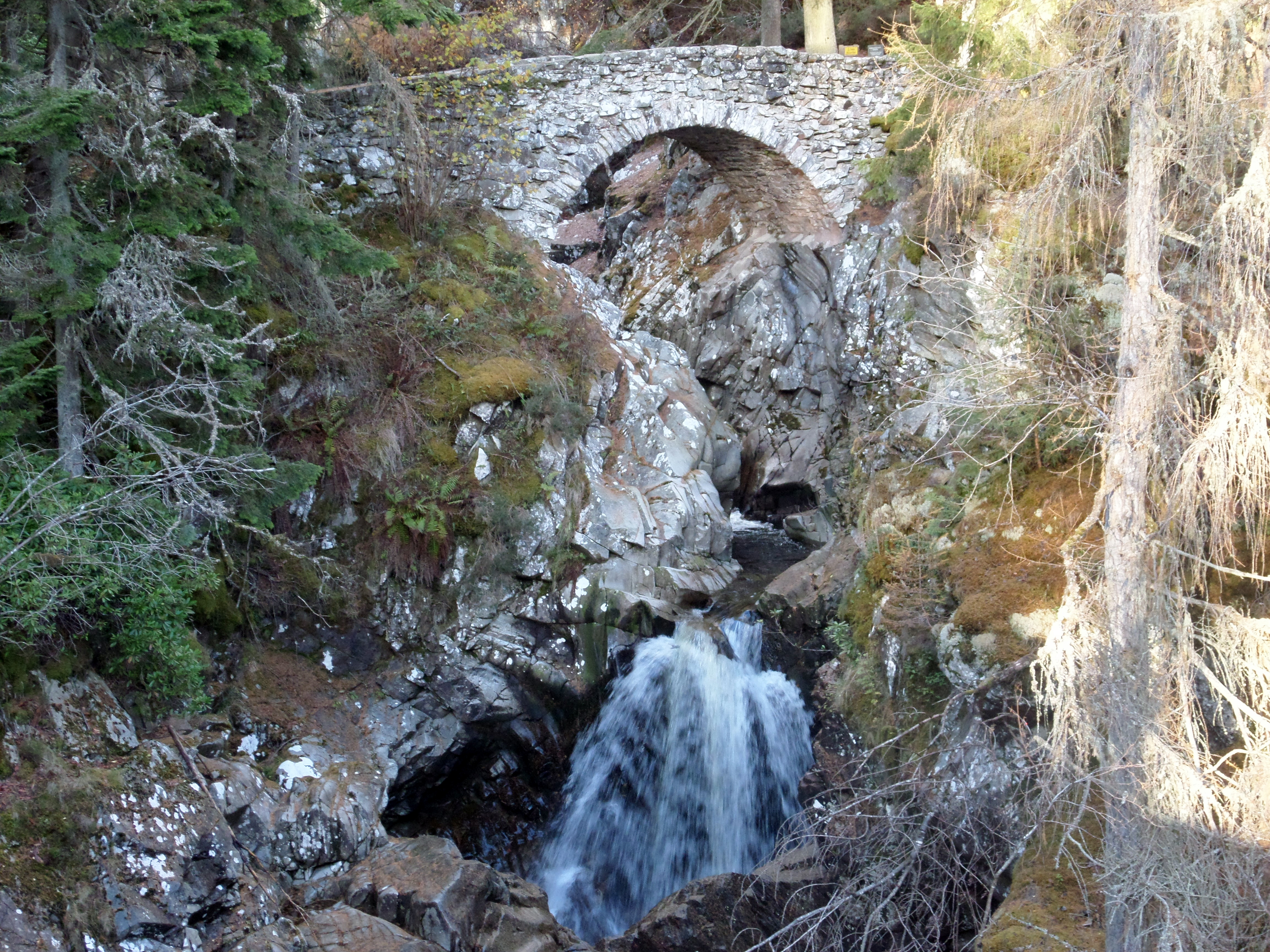
An den Falls of Bruar

Bruar ist eine Ortschaft, die im Norden von Schottland zwischen Inverness im Nordwesten und Perth im Südosten in der Region Perth and Kinross liegt. Im Rahmen der historischen Gliederung Schottlands in Civil Parishes zählt es zu Blair Atholl, das zu Perthshire gehörte.

## Geographie
Bruar liegt am westlichen, rechten Ufer des Bruar Waters, unmittelbar vor dessen Mündung in den Garry. An ersterem, der von einem Ausläufer der Grampians hinabströmt, finden sich am Unterlauf mit den Falls of Bruar eine Serie von niedrigen Wasserfällen in einem Waldgebiet. Westlich an Bruar angrenzend liegt der Ort Pitagowan.

## Verkehr
Verkehrstechnisch zu erreichen ist Bruar über die A9, die den Ort nach Süden begrenzt. Von ihr zweigen in Bruar zwei Straßen ab. Diese sind die B 847 nach Kinloch Rannoch sowie die B 8079, die über Blair Atholl und Killiecrankie zur Garry Bridge führt.
Im Norden begrenzt wird der Ort durch die Highland Main Line, deren nächste noch nutzbare Bahnhöfe im Osten in Blair Atholl und im Westen in Kingussie liegen.

## Historisch Bedeutsames
Zentrum des Ortes bildet ein Museum, das den Namen House of Bruar trägt und das dem Clan der Donnachaidh gewidmet ist. Ein davor stehendes Denkmal erinnert an deren Mitglieder bei der 51st (Highland) Division. Südlich des Ortes findet sich mit dem Clach na h-Iobairt ein Menhir aufgestellt.